# 감성
감성(感性, 독일어: Sinnlichkeit, 영어: sensibility)은 다음과 같은 의미가 있다.
1. 심리학적으로 감수성. 우리의 5관(五官)이 타인(다른 사람)의 감정 등 외계로부터 자극을 받고 그에 반응하는 정도나 강도(強度).
2. 칸트의 지식론(인식론)에서는 외부로부터의 모든 감각적 자극을 받아들여, 지금 여기서라든가 아까 거기서라는 식으로 시간적·공간적으로 정리하는 능력. 감성은 이렇게 정리한 것을 생각하는 힘인 '지성(知性)'에 소재로서 제공한다.
3. 칸트의 도덕론에서의 감성은 욕구 또는 본능을 가리키며, 그것은 이성에 의해 억제될 수 있다고 한다.

## 같이 보기
- 감정
- 감각
- 이성
- 개성 (성질)